# Enterococcus faecium
Enterococcus faecium es una especie de bacteria Gram-positivo, bacteria gamma hemólítica o no hemolítica  en el género Enterococcus. Puede ser comensal (inócuo, organismo coexistente) en el intestino humano, pero podría ser patógeno, causando enfermedades como meningitis neonatal.
E. faecium Vancomicina-resistente se llama frecuentemente como EVR.
Algunas cepas de E. faecium son utilizadas como probióticos en animales.

## Tratamiento
Linezolid o daptomicina son utilizados  para tratar las infecciones EVR.  Las estreptograminas, así como la quinupristina/dalfopristina, pueden ser usados para el  E. faecium Vancomicina-resistente pero no para el E. faecalis.